# Jeffreysina golikovi
Jeffreysina golikovi is een slakkensoort uit de familie van de Rissoellidae. De wetenschappelijke naam van de soort is voor het eerst geldig gepubliceerd in 1979 door Gulbin.